# Lilla Gallbyskäret
Lilla Gallbyskäret är en ö i Finland. Den ligger i Norra Östersjön eller Skärgårdshavet och i kommunen Kimitoön i den ekonomiska regionen  Åboland i landskapet Egentliga Finland, i den sydvästra delen av landet. Ön ligger omkring 72 kilometer söder om Åbo och omkring 140 kilometer väster om Helsingfors.
Öns area är 2,2 hektar och dess största längd är 330 meter i sydöst-nordvästlig riktning.